# Kohleria grandiflora
Kohleria grandiflora là một loài thực vật có hoa trong họ Tai voi. Loài này được L.P. Kvist & L.E. Skog mô tả khoa học đầu tiên năm 1992.